# Алгона (Вашингтон)
Алгона (англ. Algona) — місто (англ. city) в США, в окрузі Кінг штату Вашингтон. Населення — 3290 осіб (2020).

## Географія
Алгона розташована за координатами 47°16′55″ пн. ш. 122°15′1″ зх. д. / 47.28194° пн. ш. 122.25028° зх. д. (47.281954, -122.250388).  За даними Бюро перепису населення США в 2010 році місто мало площу 3,35 км², уся площа — суходіл.

## Демографія
Згідно з переписом 2010 року, у місті мешкало 3014 осіб у 953 домогосподарствах у складі 722 родин. Густота населення становила 900 осіб/км².  Було 1018 помешкань (304/км²).
Расовий склад населення:
| - 67,1 % — білих - 11,7 % — азіатів - 3,3 % — чорних або афроамериканців - 2,0 % — вихідців з тихоокеанських островів - 1,7 % — корінних американців - 7,5 % — осіб інших рас |

До двох чи більше рас належало 6,8 %. Частка іспаномовних становила 15,9 % від усіх жителів.
За віковим діапазоном населення розподілялося таким чином: 28,4 % — особи молодші 18 років, 65,1 % — особи у віці 18—64 років, 6,5 % — особи у віці 65 років та старші. Медіана віку мешканця становила 33,1 року. На 100 осіб жіночої статі у місті припадало 103,1 чоловіків;  на 100 жінок у віці від 18 років та старших — 101,8 чоловіків також старших 18 років.
Середній дохід на одне домашнє господарство  становив 62 101 долар США (медіана — 56 667), а середній дохід на одну сім'ю — 64 181 долар (медіана — 57 857). Медіана доходів становила 45 019 доларів для чоловіків та 40 317 доларів для жінок. За межею бідності перебувало 9,0 % осіб, у тому числі 7,6 % дітей у віці до 18 років та 0,0 % осіб у віці 65 років та старших.
Цивільне працевлаштоване населення становило 1436 осіб. Основні галузі зайнятості: освіта, охорона здоров'я та соціальна допомога — 19,4 %, виробництво — 15,0 %, мистецтво, розваги та відпочинок — 13,8 %.